# Kvilda
Kvilda település Csehországban, a Prachaticei járásban. Kvilda Modrava, Borová Lada, Nové Hutě, Horská Kvilda és Mauther Forst településekkel határos. Lakosainak száma 124 fő (2024. január 1.).

## Népesség
A település lakosságának változását az alábbi diagram mutatja:
| Lakosok száma | 1436 | 1558 | 1426 | 204  | 205  | 169  | 139  | 139  | 125  | 124  |
|               | 1869 | 1890 | 1921 | 1950 | 1980 | 2001 | 2017 | 2019 | 2022 | 2024 |